# Isola Hollin
L'isola Hollin (in inglese Hollin Island) è una piccola isola antartica facente parte dell'arcipelago Windmill.
Localizzata ad una latitudine di 66° 19' sud e ad una longitudine di 110°24' est, l'isola è quasi due chilometri e si trova a nord dell'isola Midgley. La zona è stata mappata per la prima volta mediante ricognizione aerea durante l'operazione Highjump, negli anni 1947-1948. È stata intitolata dalla US-ACAN John T. Hollin, glaciologo del team della stazione Wilkes dell'anno 1958.